# Diane Roy
Diane Roy (Notre-Dame-du-Lac, 9 gennaio 1971) è un'atleta paralimpica canadese.
Vanta sei partecipazioni ai Giochi paralimpici, dove ha conquistato cinque medaglie, e cinque partecipazione ai mondiali di atletica paralimpica, dove ha conquistato sei medaglie.

## Biografia

### Carriera sportiva
Soprannominata The Warhorse, Roy ha debuttato per la prima volta ai Giochi paralimpici nel 1996. Vince le sue prime medaglie paralimpiche ai Giochi paralimpici di Atene 2004, riuscendo a conquistare due bronzi nei 400 metri e nei 1500 metri. Durante le Olimpiadi di Atene prende parte alla gara dimostrativa degli 800 metri in carrozzina, dove giunge quarta. Nelle successive Paralimpiadi di Pechino 2008 vince due medaglie di bronzo nei 400 e negli 800 metri. Nella stessa paralimpiade, vince inizialmente la medaglia d'oro nei 5000 metri; in seguito, la gara viene rifatta per ordine del Comitato Paralimpico Internazionale a causa delle proteste delle squadre australiana, svizzera e statunitense perché sei corridori erano stati coinvolti in un incidente al penultimo giro. Nella riedizione della corsa, la Roy giunse seconda, vincendo la medaglia d'argento.
Diane Roy ha partecipato cinque volte ai mondiali di atletica leggera paralimpica. Il suo maggior successo mondiale è stata la medaglia d'oro alla maratona di Assen 2006. Agli stessi mondiali, vinse anche la medaglia d'argento nei 1500 metri e la medaglia di bronzo nei 5000 metri. Ai Mondiali paralimpici 2011 di Christchurch vinse una medaglia di bronzo negli 800 metri e due medaglie d'argento nei 400 e 1500 metri. Altre medaglie vinte dalla Roy sono state la medaglia d'argento vinta ai Giochi del Commonwealth di Glasgow 2014 sui 1500 metri e due medaglie (oro negli 800 metri e bronzo nei 400 metri) ai Giochi parapanamericani di Toronto 2015.
Nel 2009, è stata introdotta nella Terry Fox Hall of Fame, la hall of fame della disabilità canadese.

### Vita privata
Roy ha passato gran parte della sua infanzia in una fattoria a Lac-des-Aigles, municipalità del Québec. È la settima di otto figli, e ha cinque fratelli e due sorelle. Durante gli anni della scuola superiore, si è interessata a diversi sport tra cui basket, badminton, tennis e pallamano. A 17 anni, subì un incidente che la rese paraplegica.
Dal 1998, Roy lavora come assistente amministrativa. Ha un figlio di nome Émile.

## Palmarès
Giochi paralimpici 
- 5 medaglie:
  - 1 argento (5000 m a Pechino 2008)
  - 4 bronzi (400 m, 1500 m a Atene 2004; 400 m, 800 m a Pechino 2008)

 Mondiali paralimpici 
- 6 medaglie:
  - 1 oro (maratona ad Assen 2006)
  - 3 argenti (1500 m ad Assen 2006, 400 m, 1500 m a Christchurch 2011)
  - 2 bronzi (5000 m ad Assen 2006, 800 m a Christchurch 2011)

 Giochi del Commonwealth 
- 1 medaglia:
  - 1 argento (1500 m a Giochi del Commonwealth di Glasgow 2014)

 Giochi parapanamericani 
- 2 medaglie:
  - 1 oro (800 m a Toronto 2015)
  - 1 bronzo (400 m a Toronto 2015)

 Giochi della Francofonia 
- 1 medaglia:
  - 2 argento (100 m a Parigi 1994; 800 m a Ottawa 2001)
  - 1 bronzo (800 m a Parigi 1994)

 Europei paralimpici 
- 2 medaglie:
  - 1 oro (5000 m a Espoo 2005)
  - 1 argento (1500 m a Espoo 2005)